# Rychlostní silnice S19 (Polsko)
Rychlostní silnice S19 je polská rychlostní silnice, která bude spojovat hraniční přechod s Běloruskem v Kužnici Bělostocké, Bělostok, Lublin, Řešov a hraniční přechod se Slovenskem v Barwinku. Její celková délka bude 570 km, z toho je 42,6 km v plném profilu a 30,8 km v polovičním profilu. Ve výstavbě je 139,5 km. Rychlostní silnice je kromě úseku Kužnica Bělostocká – Bělostok součástí trasy Via Carpatia. Trasa povede přes Podleské, Mazovské, Lublinské a Podkarpatské vojvodství.

## Úseky v provozu

### Obchvat Wasilkówa
Úsek má délku 3,5 km a byl uveden do provozu v 14. únoru 2011, označený jako státní silnice č.19. Podle nového vedení rychlostní silnice S19 nebude tento úsek součástí rychlostní silnice S19. Dne 24. srpna 2009 ministerstvo infrastruktury zveřejnilo návrh a 20. října Rada ministrů přijala nařízení, kterým se mění nařízení o síti dálnic a rychlostních silnic, kterým se upravuje trasa rychlostní silnice S19 v blízkosti Bělostoku. Trasa bude obcházet Knyszynský les na trase Choroszcz - Knyszyn - Korycin - Sokółka. Dne 9. března 2020 podala společnost GDDKiA rovněž žádost o rozhodnutí v oblasti životního prostředí pro trasu rychlostní silnice S19 podél staré silnice, včetně obchvatu Wasilkówa.

### ObchvatMiędzyrzeca Podlaskiego
Úsek má délku 6,6 km. Rychlostní silnice byla postavena v polovičním profilu. Úsek byl uveden do provozu 18. dubna 2008 a není označen jako rychlostní silnice S19.

### ObchvatKockaa Woly Skromowské
Úsek má délku 7,9 km. Rychlostní silnice byla postavena v polovičním profilu a byla uvedena do provozu 21. prosince 2011.

### Lublin Rudnik – Lublin Sławinek

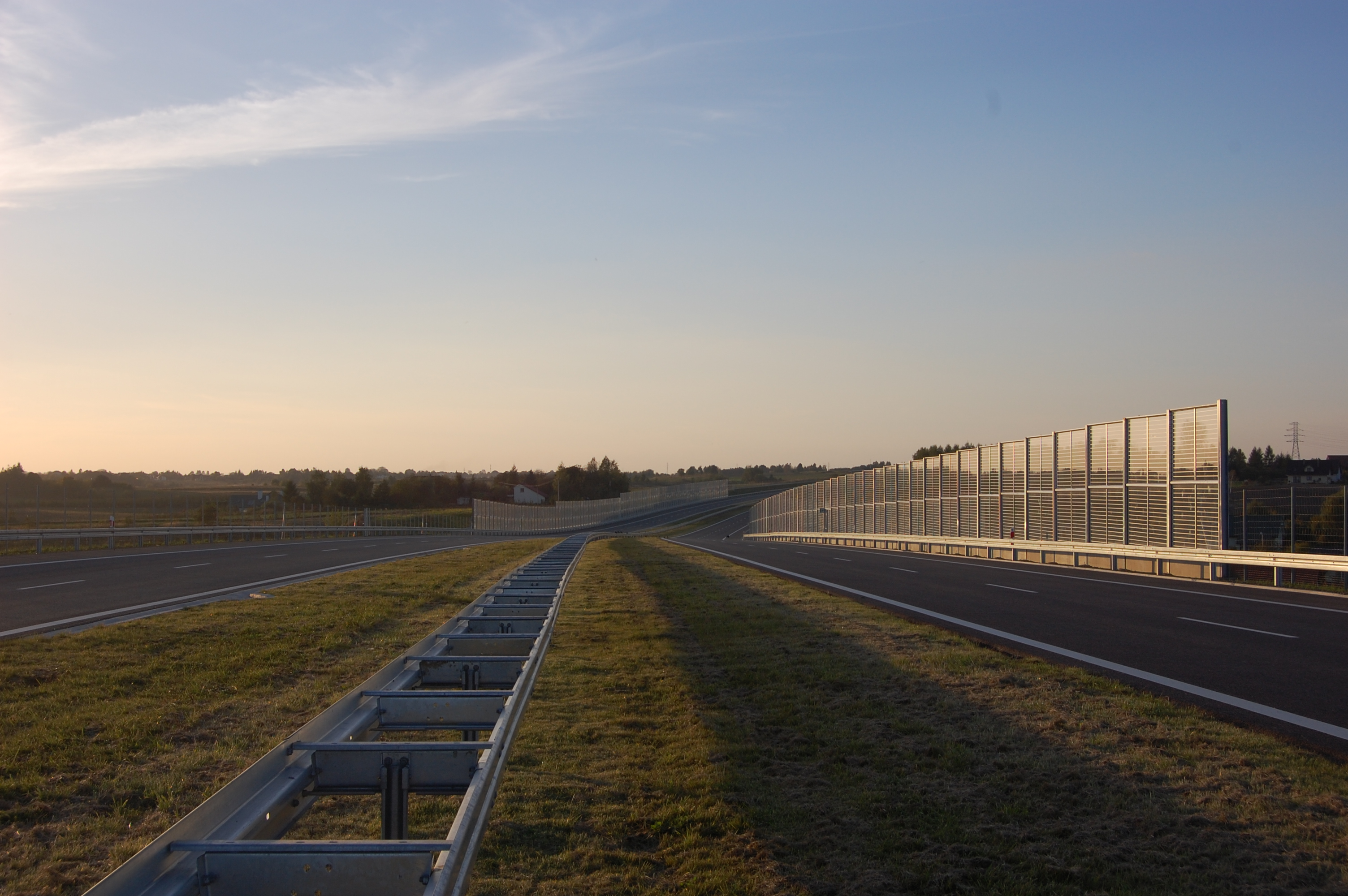
Obchvat Lublina

Úsek má délku 10,2 km a tvoří část severního obchvatu Lublinu. Tento úsek byl postaven v plném profilu se 3 jízdními pruhy v každém směru. Původní datum dokončení stavby byl 5. prosince 2013, ale provoz byl zahájen v říjnu 2014.

### Lublin Sławinek–Lublin Węglin
Úsek má délku 8 km a je součástí západního obchvatu Lublinu. Smlouva na stavbu úseku byla podepsána 29. října 2014. Úsek postavila firma Budimex a stál 423,9 milionu PLN. Stavba byla dokončena 9. prosince 2016.

### Sokolov Malopolský–Stobierna
Úsek má délku 12,5 km. Úsek stál 290 milionů PLN. Stavba byla dokončena 1. září 2017.

### Stobierna – křižovatkaRzeszówvýchod
Úsek má délku 6,9 km. Smlouva o výstavbě byla podepsána 8. února 2010. Celý úsek byl uveden do provozu 10. září 2012.

### křižovatka Rzeszów – Západ – křižovatkaŚwilcza
Úsek má délku 6,3 km. 22. dubna 2010 byla podepsána smlouva na stavbu úseku rychlostní silnice S19 z uzlu Rzeszów Zachód do křižovatky Świlcza a dálničního úseku A4 od uzlu Rzeszów Zachód do křižovatky Rzeszów Centrum. Zhotovitelem této investice bylo polsko-indické konsorcium společnosti Radko Sp. z o. o. Autostrada Wschodnia Sp. z o. o. a PUNJ LLOYD LTD z Indie. Úsek stál 441,7 milionu PLN (včetně úseku A4, přibližně 4 km - 234,3 milionu PLN, úseku S19, přibližně 4,4 km - 207,5 milionů PLN). 13. prosince 2013 byl úsek uveden do provozu.

### KřižovatkaŚwilcza– křižovatkaRzeszów Południe
9. dubna 2014 byla podepsána smlouva na stavbu úseku rychlostní silnice S19 od křižovatky Świlcza po křižovatku Rzeszów Południe o délce 6,3 km. Zhotovitelem bylo vybráno konsorcium společností: EUROVIA POLSKA SA a WARBUD SA. Stavba trvala 34 měsíců. Stavba byla zahájena 19. května 2015 a byla dokončena 7. prosince 2017.

## Úseky ve výstavbě
- Lublin – Kraśnik
- Kraśnik – Janovské lesy
- Lesy Janovské – Nisko Południe
- Nisko Poludnie – Kamień
- Rzeszów Południe – Babica

## Úseky ve výběrovém řízení

### Dobrzyniewo - Bělostok - Západ
Úsek bude mít délku 5,38 km. Výběrové řízení bylo vyhlášeno 24. února 2020. Dne 22. dubna 2020 však bylo výběrové řízení zrušeno z důvodu příliš vysokých cen v nabídkách.

### Jižní obchvat Bělostoku
Úsek je rozdělen do dvou podúseků: Bělostok – Západ – Białystok Księżyno (délka úseku – 16,6 km) a Białystok Księżyno – Białystok Południe (délka úseku – 7,9 km). Výběrové řízení bylo vyhlášeno 30. dubna 2020.

### Bělostok Południe – Ploski
Úsek bude mít 13 km. Výběrové řízení bylo vyhlášeno 29. května 2020. Součástí stavby je mimoúrovňová křižovatka Zabłudów a 150 metrů dlouhý most přes údolí řeky Narew.

### Boćki – Malewice
Úsek bude dlouhý 16 km. Výběrové řízení bylo vyhlášeno 30. října 2020. Na tomto úseku je plánována výstavba 15 inženýrských staveb. 

### Malewice – Chlebczyn
Úsek bude mít délku 25 km. Výběrové řízení bylo vyhlášeno 18. září 2020.

### Lublin Rudnik – Lubartów Północ
Stavba bude mít délku 23 km. Výběrové řízení bylo vyhlášeno 25. června 2020.

### Kuźnica (hranice s Běloruskem) – Sokółka
Stavba bude mít délku 12 km. Výběrové řízení bylo vyhlášeno 2. září 2020.

## Úseky v plánu
Připravuje se přibližně 74 km dlouhý úsek rychlostní silnice S19 od Babice po státní hranici v Barwinku. 
- úsek Babica - Domaradz
- úsek Domaradz - Krosno Miejsce Piastowe
- úsek Krosno Miejsce Piastowe - Dukla
- úsek Dukla - Barwinek